# Connemara

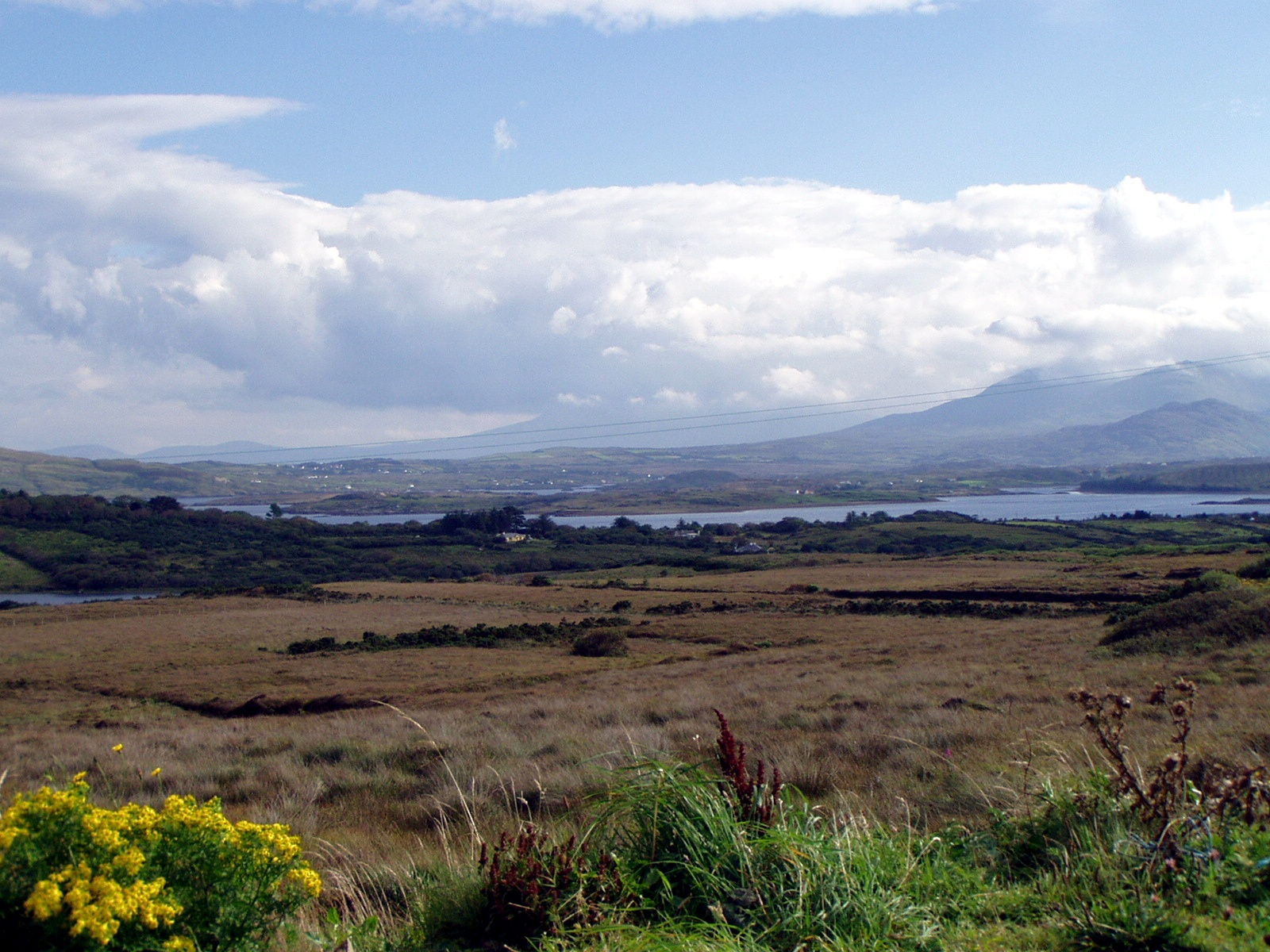
Landschaft in Connemara

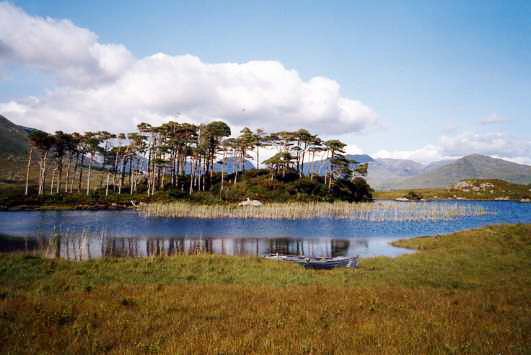
Twelve Pines in Derryclare Lough, Connemara

Connemara (irisch: Conamara) ist eine Region im Westen Irlands in der Grafschaft Galway im Westen der Provinz Connacht. Es entspricht dem Teil der Grafschaft, der westlich des Sees Lough Corrib und der Barony of Ross (auch bekannt unter Joyces Country) liegt, die sich bis in die südliche Grafschaft Mayo erstreckt.

## Geschichte
Der Name Conamara stammt ursprünglich von den Conmhaicne (Nachkommen von Conmhac), einer frühzeitlichen Stammesgruppe, die Seitenlinien in verschiedenen Teilen von Connacht hatte. Eine Seitenlinie des Stammes waren die Conmhaicne Mara (C. des Meeres). Die Conmhaicne sind nach Conmhac („Sohn des Hundes“) benannt, der nach der Mythologie auch der Sohn einer Königin von Connacht war.

## Geografie

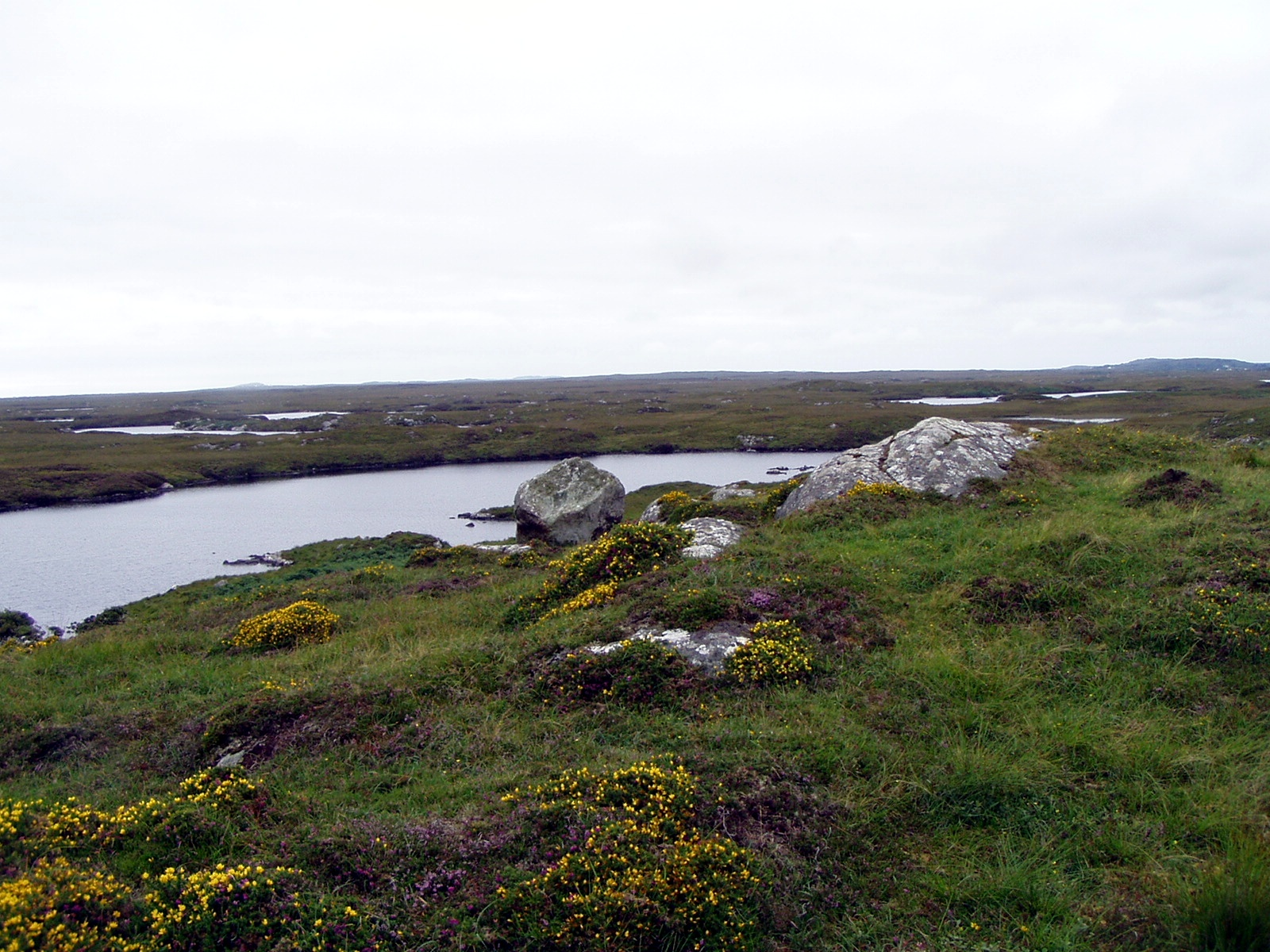
Moorgebiet in Connemara, südlich von Clifden

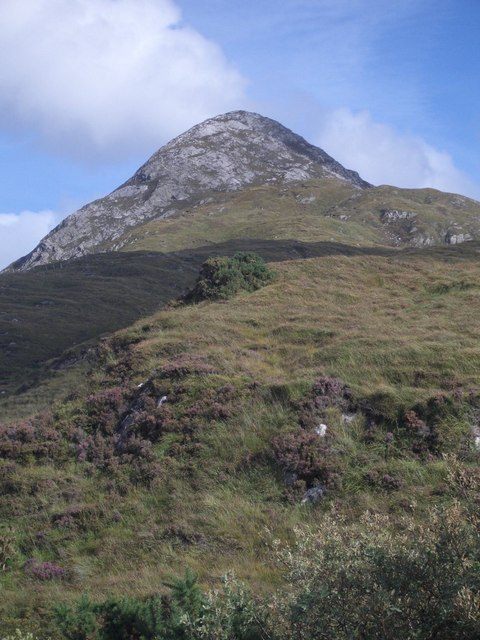
Diamond Hill

### Landschaft
Connemara ist landschaftlich zweigeteilt – der Teil südlich der Nationalstraße N59 von Galway nach Clifden besteht hauptsächlich aus Heide- und Moorgebieten, der Nordteil aus mehreren über 700 m hohen Bergen, den Twelve Bens, in denen nahe Clifden auch der Connemara-Nationalpark liegt.
Die inoffizielle Hauptstadt von Connemara ist Clifden. Die Küstenregion besteht aus einigen Inseln und Halbinseln, kleinen Fischereihäfen und vielen Stränden. Die Halbinsel Iorras Ainbhtheach im Süden ist die größte, auf ihr sind die Dörfer Carna und Kilkieran zu finden. Die Halbinsel von Errismore liegt westlich von Ballyconeely. Die größte Insel ist Inishbofin, andere Inseln sind Omey, Inishark, High und Friars Island. In der Gegend um Clifden findet man Dolmen und Menhire. Frühe Besiedlungsspuren erbrachte die Pollenanalyse im Lough Sheeauns.
Der berühmte grüntönige Connemara-Marmor, mit dem die Einheimischen früher handelten, ist heute eine große Kostbarkeit.

### Orte
| - An Spidéal (Spiddal) - Indreabhán (Inverin) - Ros an Mhíl (Rossaveal) - An Cheathrú Rua (Carraroe) - Carna | - Cloch na Rón, Roundstone - Baile Conaola, Ballyconeely - An Clochán, Clifden - An Claideach Dubh, Claddaghduff - An Cloigeánn, Cleggan - Leitir Fraic, Letterfrack | - An Líonán, Leenaun - An Teach Dóite, Maam Cross - Uachtar Ard, Oughterard - Maigh Cuilinn, Moycullen - Leitreach Ard, Letterard |

## Kultur

### Kulturelle Rezeption
Den Namen Connemara bringt man heutzutage am ehesten mit den berühmten Connemara-Ponys sowie dem Connemara Whiskey der Cooley Distillery in Verbindung.
Das französische Chanson Les lacs du Connemara von Michel Sardou und Pierre Delanoë behandelt die Landschaft, die Menschen und die Kriegsgeschichte der Gegend.
Eine poetisch-literarische Annäherung an die Landschaft und Kultur der Gaeltacht-Region verwirklichte der österreichische Schriftsteller und Künstler Richard Wall mit seinem Buch Connemara. Im Kreis der Winde.
In den 1950er Jahren wurde mit The Quiet Man (deutsch Der Sieger) ein Oscar-prämierter Hollywoodfilm mit Maureen O’Hara und John Wayne in Connemara gedreht.

### Sehenswürdigkeiten

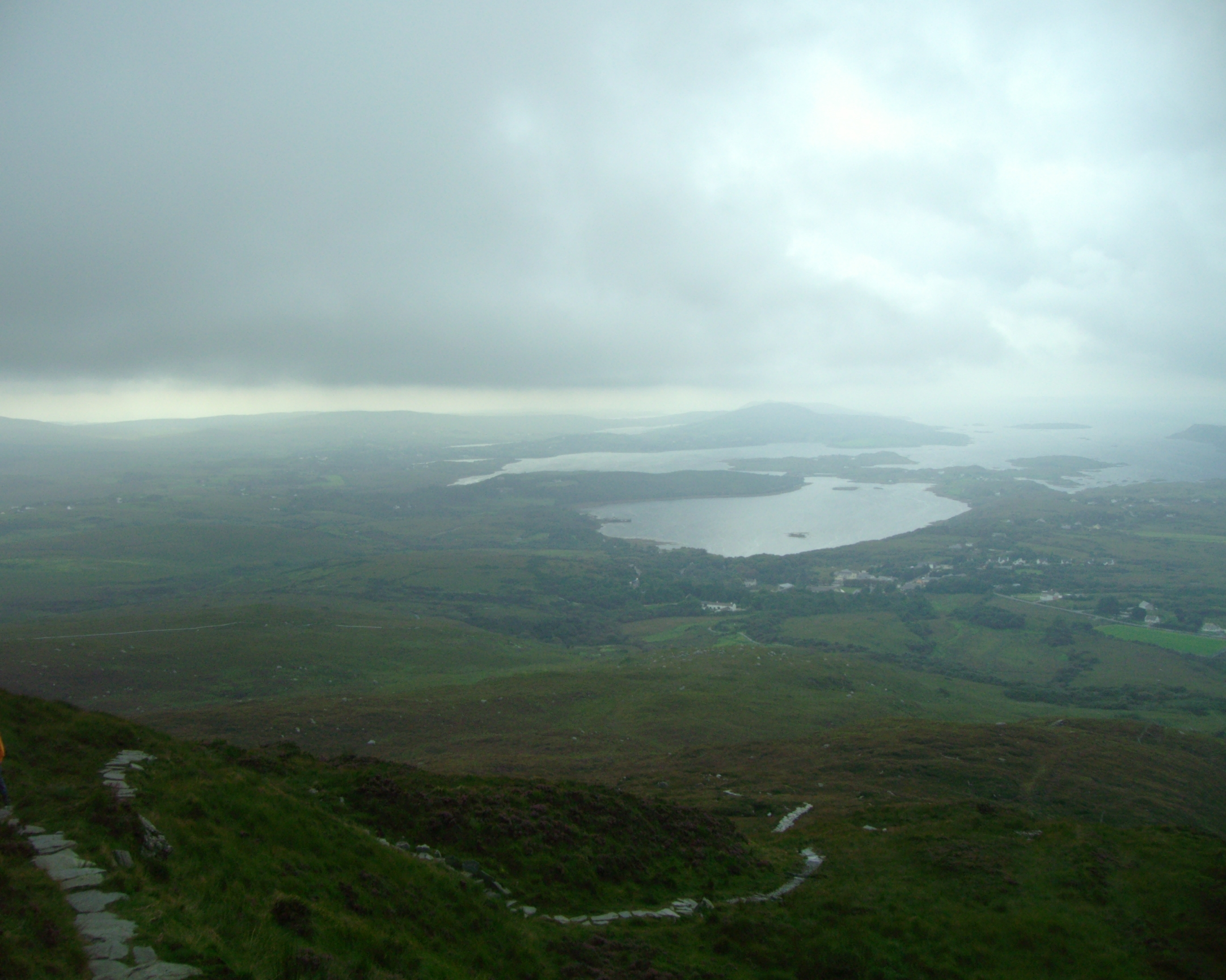
Barnaderg Bay, Bucht nordwestlich des Connemara-Nationalparks

Von Connemarinolas aus (Rossaveel) kann man per Fähre die Aran Islands besuchen. Abseits vom Bustourismus (und übervoller enger Straßen) läuft südlich der N59 eine einsame Strecke durch die schönsten und geruhsamsten Teile Connemaras von und zur R341 oder südlicher von und zur R340.
- Connemara-Nationalpark bei Clifden
- Kylemore Abbey
- Kylemore Garden
- St. Macdara’s Island